# The Mediator Between Head and Hands Must Be the Heart
The Mediator Between Head And Hands Must Be The Heart is het dertiende album van de Braziliaanse metalband Sepultura. Het album is uitgebracht in 2013. Qua stijl is er aan dit album weinig anders dan  Kairos, alleen is het veel zwaarder geproduceerd en is er veel meer distortion aanwezig. Ook is er een duidelijker death-/thrashmetal geluid aanwezig op bepaalde nummers. Toch is dit nog duidelijk een groovemetal album.
Dit is het eerste album met de jonge Eloy Casagrande als drummer. Hij vervangt Jean Dolabella, die in 2011 de band verliet.

## Tracks
1. "Trauma of War"
2. "The Vatican"
3. "Impending Doom"
4. "Manipulation of Tragedy"
5. "Tsunami"
6. "The Bliss of Ignorants"
7. "Grief"
8. "The Age of the Atheist"
9. "Obsessed"
10. "Da Lama ao Caos" (Cover van Chico Science & Nação Zumbi)

## Bezetting van de band tijdens opname
- Derrick Green
- Eloy Casagrande
- Andreas Kisser
- Paulo Jr.